# Kildenhed
 For alternative betydninger, se Kilde (flertydig). (Se også artikler, som begynder med Kilde)
Kildenhed, eller at være kilden er en betegnelse for både det, at en person reagerer på en lettere berøring eller det at udføre berøringen. Personens reaktion på denne kilden er ufrivillig latter og spasmodiske bevægelser. Berøringen foretages ofte med fingerspidserne. Formodningen om at latter er udløst af en refleks kan ledes tilbage til Charles Darwin.
Metoder:
- Man lader fingerspidserne glide let henover kropsdelen.
- Man laver edderkoppeagtige bevægelser hen over kropsdelen med hånden.
- Man støder med fingrene (prikker) ind i kroppen.
- Man napper blidt i kropsdelen.